# Szkoła Podchorążych Saperów

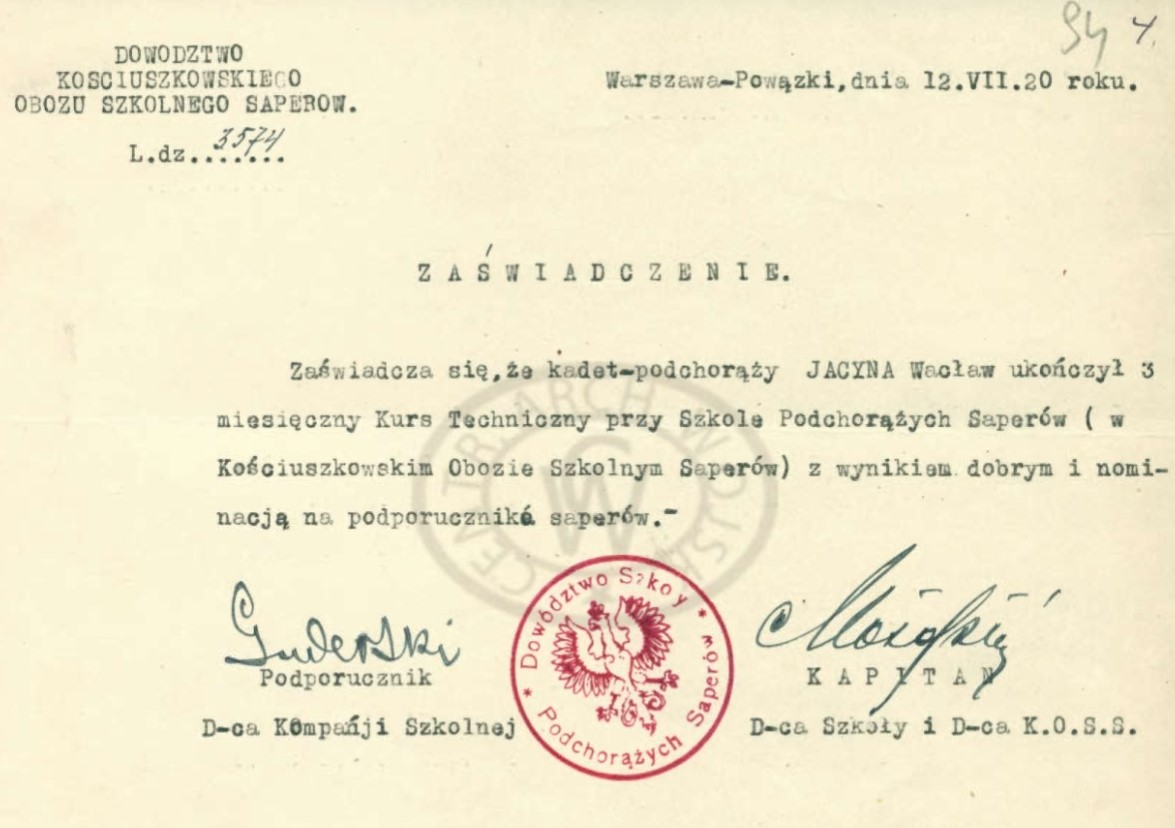
Zaświadczenie ukończenia Kursu Technicznego

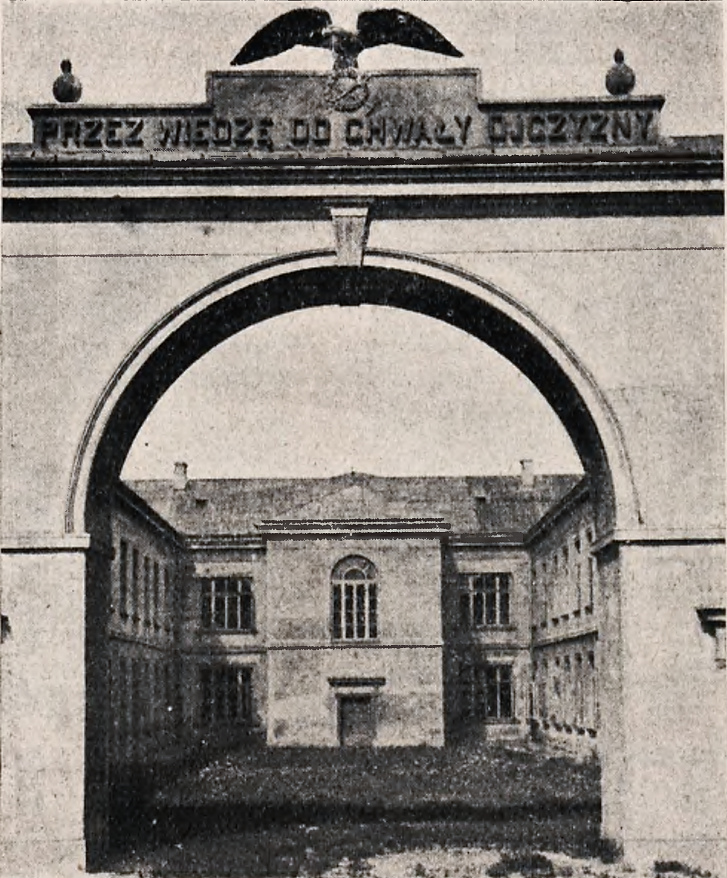
Budynek szkoły

Szkoła Podchorążych Saperów – szkoła Wojska Polskiego II RP kształcąca kandydatów na oficerów saperów i saperów kolejowych, a w latach 1925-1935 również łączności.

## Historia szkoły
W latach 1918–1922 oficerów do jednostek saperskich kształcono w Kościuszkowskim Obozie Szkolnym Saperów zlokalizowanym na Powązkach w Warszawie. W 1922, po przejściu Wojska Polskiego na stopę pokojową, przyjęto zasadę tworzenia szkół oficerskich dla poszczególnych rodzajów broni. W lipcu 1922 sformowano Główną Szkołę Artylerii i Inżynierii na bazie Obozu Szkolnego Saperów w Warszawie na Powązkach, z zadaniem kształcenia na poziomie wyższym oficerów młodszych. Studia miały trwać trzy lata. W grudniu 1922 zakończoną wstępną organizację szkoły, jednak ze względu na brak warunków kwaterunkowych w Warszawie, Wydział Artylerii przeniesiono do Torunia. Ze względu na trudności kierowania wydziałami w Warszawie i Toruniu GSAiI rozwiązano. Ze względu na zapotrzebowanie wojska na oficerów saperów i artylerzystów z dniem 1 czerwca 1923 utworzono dwie odrębne szkoły: Oficerską Szkołę Inżynierii w Warszawie i Oficerską Szkołę Artylerii w Toruniu. 13 listopada 1923 minister spraw wojskowych zatwierdził podział przedmiotów nauki na przedmioty o programie wyższym i programie średnim. Oficerska Szkoła Inżynierii (OSI) istniała od czerwca 1923 do sierpnia 1939. 
Szkoła mieściła się w byłych koszarach rosyjskiej artylerii konnej, położonych w czworoboku ograniczonym ulicami: Nowowiejską, Suchą, Koszykową i Topolową. W skład kompleksu koszarowego wchodziły dwa budynki mieszkalne, jednopiętrowe, trzy stajnie, działownia i łaźnia adaptowane w latach 1923-25 dla potrzeb szkoły oficerskiej. 
W szkole obowiązywał trzyletni program nauczania. Przyjmowani do niej byli kandydaci w wieku 18-27 lat, posiadający świadectwo dojrzałości lub szkołę równorzędną i podchorążych rezerwy. Szkoła kształciła ok. 300 podchorążych. W ciągu pierwszego roku podchorążowie kształcili się według jednego programu, po czym następowała specjalizacja  na trzech kierunkach: saperzy i wojska kolejowe, łączność i wojska samochodowe. Wyszkolenie techniczne postawione było na poziomie politechniki. Wykładowcami byli pracownicy Politechniki Warszawskiej. Szkolenie praktyczne odbywało się, w zależności od specjalności, na obozach w Modlinie, Jabłonnie  i Zegrzu. Każda ze specjalności odbywała praktyki w jednostkach specjalistycznych. Podchorążowie odbywali dwutygodniowe kursy narciarskie w Zakopanem.
9 sierpnia 1928 Minister Spraw Wojskowych przemianował Oficerską Szkołę Inżynierii na Szkołę Podchorążych Inżynierii.
1 sierpnia 1929 weszła w życie nowa organizacja Szkoły Podchorążych Inżynierii. W skład szkoły wchodziły następujące komórki organizacyjne oraz pododdziały:
- komenda szkoły (skład osobowy Nr 1),
- kwatermistrzostwo (skład osobowy Nr 2),
- kompania administracyjna (skład osobowy Nr 3),
- batalion podchorążych (skład osobowy Nr 4),

Komendant szkoły podlegał bezpośrednio II Wiceministrowi Spraw Wojskowych. W stosunku do personelu szkoły posiadał uprawnienia dyscyplinarne dowódcy piechoty dywizyjnej. Stanowisko komendanta szkoły zostało zaszeregowane do stopnia generała brygady, a stanowisko dyrektora nauk - pułkownika dyplomowanego.
19 października 1929 Szkoła otrzymała chorągiew ufundowaną przez Stowarzyszenie Techników Polskich.
13 grudnia 1929 Prezydent RP Ignacy Mościcki zatwierdził wzór lewej strony płachty chorągwi Szkoły Podchorążych Inżynierii.
W 1930 zostały utworzone dwa równorzędne stanowiska dyrektora nauk: dla łączności i dla saperów. W 1931 na terenie Fortu VIII w Kazuniu został zorganizowany obóz szkolny saperów, natomiast na terenie Fortu Kilińskiego w Zegrzu - letni obóz szkolny łączności.
W 1935 została utworzona Szkoła Podchorążych Łączności w Zegrzu, która przejęła kształcenie kandydatów na oficerów łączności. Z dniem 15 października 1935 Szkoła Podchorążych Inżynierii została przemianowana na Szkołę Podchorążych Saperów i podporządkowana dowódcy saperów. 
W latach 1923–1939 Szkoła, na trzyletnim profilu kształcenia, wykształciła 871 podporuczników, w tym 599 saperów i saperów kolejowych oraz 272 łączności. 
W Szkole prowadzono kursy doszkolenia oficerów saperów oraz roczne kursy fortyfikacyjne dla oficerów sztabowych, mające charakter wyższych studiów wojskowo-technicznych:
- IV Kurs Doszkolenia Oficerów Saperów w okresie od 4 września 1924 roku do 27 marca 1925 roku dla 50 oficerów młodszych,
- V Kurs Doszkolenia Oficerów Saperów w okresie od 13 maja do 3 grudnia 1925 roku dla 68 oficerów młodszych,
- Kurs Doszkolenia Młodszych Oficerów Saperów w okresie od 13 grudnia 1926 roku do 12 kwietnia 1927 roku dla 18 oficerów,
- Kurs Podoficerów Magazynierów Minerów w okresie od 1 marca do 3 czerwca 1927 roku,
- Kurs Wałmistrzów (ośmiotygodniowy) w roku szkolnym 1927/1928,
- I Kurs Doskonalenia Oficerów Sztabowych Saperów 1 marca - 1 września 1928 roku[7]
- I Kurs Fortyfikacyjny w okresie od 15 listopada 1925 roku do 15 października 1926 roku dla 25 oficerów sztabowych[8],
- II Kurs Fortyfikacyjny w okresie od 1 stycznia do 22 grudnia 1927 roku dla 16 oficerów sztabowych[9][10].

W latach 1925–31 przeszkolono 70 oficerów fortyfikacji i 24 oficerów do prac sztabowych. Systematycznie dokształcano podoficerów zawodowych w specjalnościach: minerstwo, radiotechnika, łączność, fortyfikacja, i sprzęt saperski. 
W OSI działała Sekcja Fortyfikacyjna Towarzystwa Wiedzy Obronnej i redakcja czasopisma „Saper i Inżynier Wojskowy”. Miał też siedzibę Zarząd Główny Związku Inżynierii Wojskowej, zrzeszający oficerów i podchorążych rezerwy. 
W ostatnich dniach sierpnia 1939 Szkołę Podchorążych Saperów rozformowano. Kadrę skierowano do mobilizujących się jednostek i pododdziałów. Sztandar i dokumentacja Szkoły, część broni, zostały ukryte na terenie uczelni. W 1946 wyjęte z ukrycia sztandar i dokumentacja zostały przekazane władzom wojskowym (sztandar OSI znajduje się w Muzeum Wojska Polskiego w Warszawie.
Na podstawie decyzji Nr 278/MON Ministra Obrony Narodowej z dnia 10 sierpnia 2009 Centrum Szkolenia Wojsk Inżynieryjnych i Chemicznych we Wrocławiu przejęło i z honorem kultywuje dziedzictwo tradycji Oficerskiej Szkoły Inżynierii 1923-1939 (sic!).

## Kadra szkoły
Komendanci
- ppłk Jerzy Solecki (1919)
- ppłk Otton Berezowski (jednocześnie komendant KOSS)
- por. Jan Guderski (IX 1920 - X 1921)
- płk sap. inż. Konstanty Haller (1923-1926)
- płk sap. Jan Skoryna (1926-1927)
- płk sap. inż. Jan Lucjan Jastrzębski (p.o. 1927-1928)
- płk sap. Stefan Dąbkowski (1928-1934)
- płk sap. Stanisław Arczyński (1934-1936)
- ppłk sap. Bolesław Siwiec (1936-1938)
- mjr sap. Jan Władyka (p.o. 1938)
- ppłk dypl. sap. Mieczysław Józef Wilczewski (1938–1939)

Dyrektorzy nauk
- płk sap. inż. Jan Romuald Ożyński (1923–1924)
- płk sap. inż. Jan Lucjan Jastrzębski (od 9 IX 1925[12])
- ppłk SG Jerzy Levittoux (1927-1928)
- mjr inż. Zdzisław Macherski (1929-1930)
- ppłk Józef Wróblewski (od 1930 dla łączności)
- mjr sap. inż. Jan Ejsymont (od 1930 dla saperów)

Kwatermistrzowie
- mjr sap. Antoni Wejtko (do 25 X 1926 → kwatermistrz 2 psap)
- mjr sap. Józef Ruciński (od 14 X 1926)
- kpt. Eugeniusz III Szubert (od 26 IV 1928)
- mjr sap. Zenon Lenczewski (III[13] – 1 XII 1934 → zarządca Głównej Składnicy Saperskiej[14])

Dowódcy batalionu podchorążych
- mjr sap. Władysław Spałek (1923-1926)
- mjr sap. Wacław Damrosz (25 X 1926 - 5 XI 1928 → dowódca XVII bsap)
- mjr/ppłk sap. Jan Łepkowski (p.o. od 5 XI 1928)
- mjr sap. Antoni Piotrowski (1931-1935)
- mjr sap. Jan Władyka (1936–1939)

Dowódcy kompanii szkolnych
- mjr Emil Strumiński - 1 kompania (od 25 X 1926)
- kpt. Karol Gustaw Ludwig (od 5 XI 1928)
- mjr Adolf Antoni Schmidt - 2 kompania (od 25 X 1926)
- mjr Bolesław Siwiec - 3 kompania (od 25 X 1926)
- kpt. Władysław Weryho (od 26 IV 1928)

Wychowawcy
- kpt. Karol Gustaw Ludwig (25 X 1926 - 5 XI 1928 → dowódca 1 kompanii szkolnej)
- kpt. Władysław Weryho (25 X 1926 - 26 IV 1928 → dowódca kompanii szkolnej)
- kpt. Bolesław Lejsza (od 25 X 1926)

Dowódca kompanii obsługi
- por. Jerzy Hryniewicz (od 25 X 1926)
- kpt. Edward Bałtusis (od 1927)

Wykładowcy
- Aleksander Miszke[15]
- Jan Nusbaum

## Absolwenci szkoły
I promocja 1924

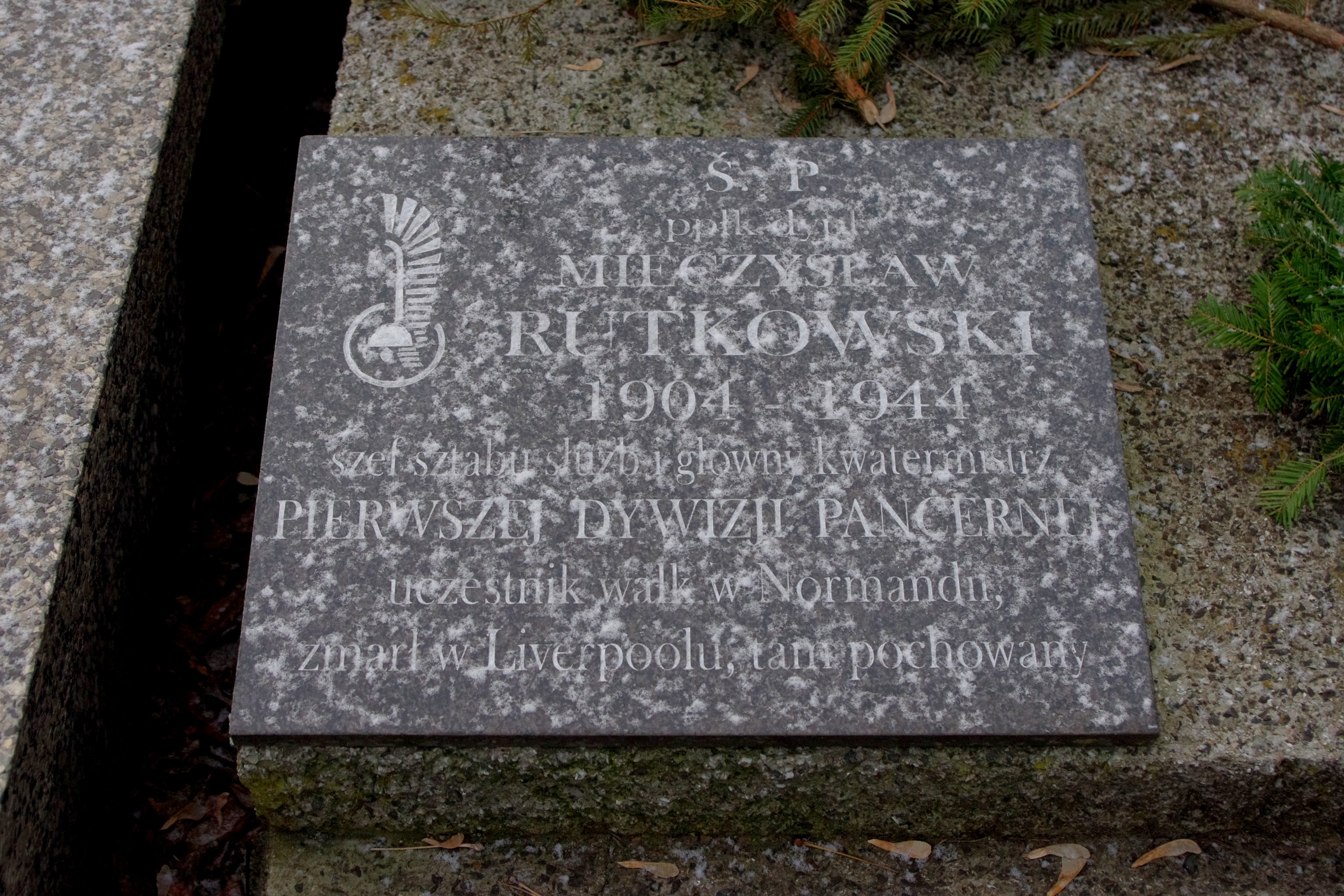
Grób symboliczny ppłk. dypl. Mieczysława Rutkowskiego

25 lipca 1924 Prezydent RP mianował 23 absolwentów na stopień podporucznika ze starszeństwem z dniem 1 lipca 1923 w korpusie oficerów inżynierii i saperów. Niżej wymienionym oficerom prawo do uposażenia podporucznika przysługiwało z dniem 1 lipca 1924.

1. ppor. sap. Leonard Matrybiński
2. ppor. sap. Stanisław Jóźwicki
3. ppor. sap. Antoni Eysymontt
4. ppor. sap. Kazimierz Łobodziński
5. ppor. sap. Mieczysław Rutkowski
6. ppor. sap. Zdzisław Mieczysław Łoziński
7. ppor. sap. Wiktor Neklaws
8. ppor. sap. Aleksander Karchesy
9. ppor. sap. Mieczysław Siekierko
10. ppor. sap. Bogusław Jaworski
11. ppor. sap. Zygmunt Zakrzewski
12. ppor. sap. Stanisław Rybka
13. ppor. sap. Włodzimierz Horoszewicz
14. ppor. sap. Henryk Kurowski
15. ppor. sap. Władysław Hrabowski
16. ppor. sap. German Marcinkowski
17. ppor. sap. Józef Domaszewski
18. ppor. sap. Bohdan Weryński
19. ppor. sap. Feliks Grochowski
20. ppor. sap. Wiktor Otton Fryderyk Zyndram-Kościałkowski
21. ppor. sap. Kazimierz Schreiber
22. ppor. sap. Adam Podolski
23. ppor. sap. Mieczysław Krajewski

II promocja 1925
1 października 1925 Prezydent RP mianował 31 absolwentów na stopień podporucznika ze starszeństwem z 1 lipca 1925 w korpusie oficerów inżynierii i saperów, a minister spraw wojskowych wcielił do formacji liniowych saperów. 
1. ppor. sap. Wacław Janaszek
2. ppor. sap. Włodzimierz Bojko
3. ppor. sap. Bolesław Władysław Tuora
4. ppor. sap. Józef Stanisław Zieliński
5. ppor. sap. Tadeusz Roman Banaszkiewicz
6. ppor. sap. Stanisław Świnarski
7. ppor. sap. Jan Jaźwiński
8. ppor. sap. Bolesław Barański
9. ppor. sap. Jan Kazimierz Zawisza
10. ppor. sap. Janusz Seweryn Lange
11. ppor. sap. Wacław Bejgrowicz
12. ppor. sap. Stanisław Gajewski
13. ppor. sap. Karol Jabłoński

ppor. sap. Andrzej Grzybowski (lok. 20)
ppor. sap. Jan Górski (lok. 31)
III promocja 1926
Niżej wymienieni absolwenci zostali 29 września 1926 roku mianowani podporucznikami ze starszeństwem z 15 sierpnia 1926 roku w korpusie oficerów inżynierii i saperów (26), oficerów saperów kolejowych (2) i oficerów łączności (7) oraz wcieleni do kadry oficerów saperów, kadry oficerów saperów kolejowych i kadry oficerów łączności. Lokaty zostały określone po ukończeniu trzeciego roku szkolnego. 25 sierpnia 1927 roku absolwenci III promocji zostali wcieleni do macierzystych oddziałów. 29 listopada 1927 roku Prezydent RP nadał lokaty 24 podporucznikom inżynierii i saperów, 2 podporucznikom saperom kolejowym i 4 podporucznikom łączności.
- ppor. sap. Maciej Kalenkiewicz (lok. 1), we IX 1939 oficer sztabu Suwalskiej Brygady Kawalerii
- ppor. sap. Artur Oborski (lok. 2), † 18 czerwca 1940 w Thouars jako kapitan inżynier Ośrodka Wyszkolenia Oficerów Saperów
- ppor. sap. Stanisław Buzdygan (lok. 3)
- ppor. sap. Stanisław Sulich (lok. 4)
- ppor. sap. Jan Górski (lok. 5)
- ppor. sap. Henryk Oszczakiewicz (lok. 6), we IX 1939 dowódca grupy wojsk kolejowych nr 54
- ppor. sap. Mieczysław Wolski (lok. 7), słuchacz Kursu Intendentów 1933-1935, we IX 1939 szef służby intendentury 12 DP, w 1944 roku szef Oddziału IV Sztabu Kieleckiego Korpusu AK
- ppor. sap. Edmund Wajdowicz (lok. 8), w 1944 dowódca 11 ksap
- ppor. sap. Ryszard Małaszkiewicz (lok. 9), w 1944 szef sztabu 1 Samodzielnej Brygady Spadochronowej
- ppor. sap. Jerzy Szaad (lok. 10), zginął w czasie niemieckiej okupacji jako oficer Armii Krajowej
- ppor. sap. Stanisław Bielenin (lok. 11)
- ppor. sap. Hipolit Marian Smoczkiewicz (lok. 12), w 1945 dowódca 11 ksap i 20 bsap
- ppor. sap. Wacław Kostecki (lok. 13)
- ppor. sap. Dalibor Roman Małaczyński (lok. 14)
- ppor. sap. Tadeusz Henryk Janiczek (lok. 15), we IX 1939 dowódca ksap. „Hoszcza”, następnie w niemieckiej niewoli
- ppor. sap. Władysław Potera (lok. 16), absolwent Oficerskiej Szkoły Topografów (1935), oficer WIG, † 1940 Charków
- ppor. sap. Mikołaj Józef Boczkowski (lok. 17), słuchacz Kursu Intendentów 1933-1935, w 1944 kwatermistrz 5 DP
- ppor. sap. Kazimierz Aleksander Dębski (lok. 18)
- ppor. sap. Feliks Aleksander Krzysztof Zachariasiewicz (lok. 19), syn gen. bryg. Tadeusza Zachariasiewicza, we IX 1939 w Ośrodku Zapasowym Saperów Nr 3, † 1940 Katyń
- ppor. sap. Stefan Fus (lok. 20)
- ppor. sap. Marian Werner (lok. 21)
- ppor. sap. Marian Stanisław Hodbod (lok. 22)
- ppor. sap. Edward Morek (lok. 23), we IX 1939 dowódca saperów 22 DP
- ppor. sap. Edmund Staniszewski (lok. 24), we IX 1939 dowódca 1 kompanii 30 bsap
- ppor. sap. Jan Kanty Franciszek Szpakowski
- ppor. sap. Zygmunt Wincenty Konopka, we IX 1939 dowódca 1 kompanii 21 bsap.
- ppor. sap. kol. Grzegorz Bożydar Gadzaliński (lok. 1), we IX 1939 zastępca dowódcy 81 bsap
- ppor. sap. kol. Bolesław Antoni Jeżowski (lok. 2)
- ppor. łącz. Marian Suski (lok. 1)
- ppor. łącz. Adam Wincenty Gac (lok. 2)
- ppor. łącz, Eugeniusz Trzeciak (lok. 3)
- ppor. łącz. Stanisław Żmitrowicz (lok. 4), we IX 1939 komendant Głównej Zbiornicy Dozorowania
- ppor. łącz. Franciszek Leszczyński
- ppor. łącz. Tadeusz Justyn Szulc
- ppor. łącz. Marcin Kowal

15 sierpnia 1928 roku dwudziestu trzech oficerów saperów (z wyjątkiem Tadeusza Henryka Janiczka), dwóch oficerów saperów kolejowych i czterech oficerów łączności (zajmujących lokaty 1-4), zostało mianowanych porucznikami ze starszeństwem z 15 sierpnia 1928 roku. 27 października 1928 roku podporucznicy łączności Kowal, Leszczyński i Szulc oraz podporucznik saperów Konopka (lok. 24) zostali mianowani porucznikami ze starszeństwem z 15 sierpnia 1928 roku w swoich korpusach osobowych. Z dniem 4 grudnia 1928 roku porucznicy Grzegorz Bożydar Gadzaliński i Bolesław Antoni Jeżowski zostali przeniesieni z korpusu oficerów saperów kolejowych do korpusu oficerów inżynierii i saperów z pozostawieniem na zajmowanych stanowiskach z lokatą, odpowiednio 11,5 i 23,01. 15 sierpnia 1929 roku podporucznicy saperów Tadeusz Henryk Janiczek i Jan Kanty Franciszek Szpakowski zostali mianowani porucznikami ze starszeństwem z 15 sierpnia 1928 roku z lokatą, odpowiednio 14,5 i 24. Następnie porucznicy Marian Stanisław Hodbod i Jan Kanty Franciszek Szpakowski zostali przeniesieni w stan spoczynku. W 1934 roku obaj oficerowie pozostawali w ewidencji Powiatowej Komendy Uzupełnień Warszawa Miasto III, posiadali przydział do Oficerskiej Kadry Okręgowej Nr I, i byli wówczas „przewidziany do użycia w czasie wojny”.
IV promocja 1925-1928
- ppor. łącz. Zenon Starkiewicz (lok. 1), we IX 1939 dowódca łączności Warszawskiej Brygady Pancerno-Motorowej
- ppor. sap. Edward Jelonek (lok. 1)
- ppor. sap. Felicjan Ludwik Majorkiewicz (lok. 2), oficer Oddziału III Sztabu SGO „Narew”
- śp. ppor. sap. Bolesław Łazutko

V promocja 1926-1929
- ppor. sap. Wacław Dłużniewski (lok. 1), we wrześniu dowódca fortecznej kompanii saperów OWar. „Katowice”
- ppor. łącz. Andrzej Tadeusz Potocki (lok. 1), we IX 1939 dowódca kompanii telefonicznej 25 DP

VI promocja 1927-1930
15 sierpnia 1929 uczniowie zostali mianowani na stopień podporucznika ze starszeństwem z 15 sierpnia 1929 w korpusie oficerów inżynierii i saperów z równoczesnym wcieleniem do kadry oficerów saperów. We wrześniu 1930 absolwenci zostali wcieleni do formacji liniowych saperów.
- ppor. sap. Aleksander Konarzewski (lok. 1)
- ppor. sap. Stanisław Latwis (lok. 34)
- ppor. sap. Józef Paroński
- ppor. sap. Tadeusz Struś (lok. 13), we IX 1939 dowódca (?) 46 bsap
- ppor. sap. Adam Szugajew
- ppor. sap. Rufin Vieweger

VII promocja 1928-1931
15 sierpnia 1931 roku Prezydent RP Ignacy Mościcki mianował 75 absolwentów Szkoły podporucznikami ze starszeństwem z 15 sierpnia 1930 roku w korpusie oficerów inżynierii i saperów (48) i korpusie oficerów łączności (27).
- ppor. sap. Witold Karpowicz (lok. 1), we IX 1939 dowódca Grupy Wojsk Kolejowych Nr 11
- ppor. sap. Stanisław Olgierd Jaskold-Gabszewicz (lok. 2), w 1944 dowódca 13 wileńskiego batalionu strzelców
- ppor. sap. Mieczysław Norbert Stankiewicz (lok. 3), we IX 1939 dowódca 1 kompanii 56 batalionu saperów, † 1940 Katyń
- ppor. sap. Henryk Ignacy Teichen (lok. 4), we IX 1939 dowódca kompanii mostów kolejowych nr 57, † 1940 Katyń
- ppor. sap. Stefan Rychter (lok. 5), we IX 1939 oficer operacyjny 3 DP Leg.
- ppor. sap. Jan Wojciech Kiwerski (lok. 6), we IX 1939 oficer operacyjny 33 DP
- ppor. sap. Maksymilian Robert Kruczała (lok. 7), we IX 1939 zastępca dowódcy 10 batalionu saperów
- ppor. sap. Marian Władysław Step (lok. 8)
- ppor. sap. Stanisław Górski (lok. 9)
- ppor. sap. Stanisław Ludwik Jaxa-Rożen (lok. 25), we IX 1939 dowódca 2 kompanii zmotoryzowanego bsap
- ppor. sap. Ryszard Kalpas (lok. 27)
- ppor. sap. Zdzisław Sroczyński (lok. 30)
- ppor. sap. Zygmunt Członkowski (lok. 48)

VIII promocja 1929-1932
- ppor. sap. Paweł Sulmicki vel Paweł Szynkaruk (lok. 1)
- ppor. sap. Teodor Cetys (lok. 2)
- ppor. sap. inż. Zenon Thienel (lok. 15)
- ppor. sap. Julian Feliks Folik (lok. 23)

IX promocja 1930-1933
5 sierpnia 1933 roku Prezydent RP Ignacy Mościcki mianował 90 absolwentów Szkoły podporucznikami ze starszeństwem z 15 sierpnia 1932 roku w korpusie oficerów inżynierii i saperów (43) i korpusie oficerów łączności (47).
- ppor. sap. Dominik Włódarski (lok. 1)
- ppor. sap. Piotr Borowski (lok. 2)
- ppor. sap. Michał Bucza (lok. 3)
- ppor. sap. Aleksander Kajkowski (lok. 9)
- ppor. sap. Michał Władysław Paprocki (lok.10)
- ppor. sap. Jan Lemieszonek (lok. 15)
- ppor. sap. Tomasz Wierzejski (lok. 24)
- ppor. sap. Wacław Kosmatka (lok. 43)

X promocja 1931-1934
4 sierpnia 1934 roku Prezydent RP Ignacy Mościcki mianował 114 absolwentów Szkoły podporucznikami ze starszeństwem z 15 sierpnia 1933 roku w korpusie oficerów inżynierii i saperów (57) i korpusie oficerów łączności (57). W niedzielę 12 sierpnia absolwentów promował generał brygady Tadeusz Kutrzeba, który prymusom wręczył pamiątkowe szable. Minister Spraw Wojskowych wcielił podporuczników do formacji broni i polecił dowódcom tych formacji wyznaczyć „nowowcielonych” na stanowiska dowódców piechoty z dniem 1 września 1934 roku.
- ppor. sap. Czesław Józef Pawłowski (lok. 1 – prymus) do 5 bsap
- ppor. łącz. Marian Stanisław Szmidt (lok. 1 – prymus) do prtlg (we IX 1939 roku dowódca kompanii radio nr 15)

XI promocja 1932-1935
45 absolwentów zostało mianowanych na stopień podporucznika ze starszeństwem z 15 października 1934, w korpusie oficerów inżynierii i saperów
1. ppor. sap. Leszek Bylina
2. ppor. sap. Kazimierz Sygnatowicz
3. ppor. sap. Władysław Borusiewicz
4. ppor. sap. Kazimierz Bilski
5. ppor. sap. Jerzy Przemysław Morawicz

XII promocja 1933-1936
49 absolwentów zostało mianowanych na stopień podporucznika ze starszeństwem z 15 października 1935, w korpusie oficerów inżynierii i saperów. Uroczysta promocja odbyła się 15 października 1936. W imieniu Prezydenta RP aktu promocji dokonał gen. dyw. Tadeusz Kutrzeba. Prymusowi szkoły wręczył gen. Kutrzeba szablę ofiarowaną przez Prezydenta RP z napisem: „Prezydent Rzeczypospolitej Polskiej podporucznikowi Lewandowskiemu Zbigniewowi, pierwszemu w Szkole Podchorążych Saperów – 15.X.1936 r.” Podchorąży, który uzyskał drugą lokatę otrzymał od dowódcy Saperów komplet „Pism, Mów i Rozkazów” Marszałka, a trzeci z najlepszych – pistolet od komendanta szkoły.
1. ppor. sap. Zbigniew Józef Lewandowski
2. ppor. sap. Cyryl Walenty Bórak
3. ppor. sap. Jan Kajus Andrzejewski
4. ppor. sap. Henryk Wizbek
5. [ ][a]
6. ppor. sap. Kazimierz Zdzisław Franciszek Łysak

ppor. sap. Konstanty Pierewoz (lok. 14)
ppor. sap. Józef Pszenny (lok. 33)
ppor. sap. Zbigniew Bronisław Michałowski (lok. 50)
XIII promocja 1934–1937
1 kwietnia 1937 Prezydent RP mianował 43 absolwentów na stopień podporucznika w korpusie oficerów saperów ze starszeństwem od dnia 1 października 1936. Uroczysta promocja odbyła się 14 kwietnia 1937. W imieniu Prezydenta RP aktu promocji dokonał inspektor saperów gen. bryg. Mieczysław Dąbkowski. Prymus szkoły otrzymał z rąk generała Dąbkowskiego szablę ofiarowaną przez Prezydenta RP. Dowódca Saperów płk Tadeusz Kossakowski wręczył podporucznikowi Oranowskiemu Dzieła Zbiorowe Józefa Piłsidskiego. Z kolei podporucznik Pelz otrzymał od komendanta Wyższej Szkoły Inżynierii płk. Stanisława Arczyńskiego pistolet służbowy.
1. ppor. sap. Michał Sobolewski
2. ppor. sap. Zygmunt Oranowski
3. ppor. sap. Witold Emanuel Pelz
4. ppor. sap. Jerzy Bromirski
5. ppor. sap. Stanisław Marek Certowicz
6. ppor. sap. Władysław Józef Murczyński
7. ppor. sap. Wacław Witold Rześny
8. ppor. sap. Wiesław Antoni Wybraniec
9. ppor. sap. Józef Zbigniew Krywko
10. ppor. sap. Bronisław Kucharski

XIV promocja 1934–1937
46 absolwentów, w tym jeden pośmiertnie, zostało mianowanych na stopień podporucznika ze starszeństwem z 1 października 1937, w korpusie oficerów saperów, grupa liniowa. Uroczysta promocja odbyła się 15 grudnia 1937. W imieniu Prezydenta RP aktu promocji dokonał inspektor armii gen. dyw. inż. Leon Berbecki.
ś.p. Jan Zdzisław Domurad (ur. 7 XI 1914)
1. ppor. sap. Jerzy Bogumił Olszewski
2. ppor. sap. Stefan Filipowicz
3. ppor. sap. Wiktor Szymkiewicz
4. ppor. sap. Zygmunt Dembiński
5. ppor. sap. Stanisław Marian Piotr Żołądź

XV promocja 1935–1938
42 absolwentów zostało mianowanych na stopień podporucznika ze starszeństwem z 1 października 1938, w korpusie oficerów saperów, grupa liniowa. Uroczysta promocja odbyła się 15 grudnia 1938. W imieniu Prezydenta RP aktu promocji dokonał inspektor saperów gen. bryg. Mieczysław Dąbkowski. Prymus szkoły otrzymał z rąk generała Dąbkowskiego szablę ofiarowaną przez Prezydenta RP. Po promocji odbyła się uroczystość wręczenia dyplomów oficerom I promocji Wyższej Szkoły Inżynierii.
1. ppor. sap. Józef Pyster
2. ppor. sap. Tadeusz Głogowski
3. ppor. sap. Jan Wyrzykowski
4. ppor. sap. Jerzy Pieregut
5. ppor. sap. Stefan Rolla

XVI promocja 1936-1939
XVII promocja 1937–1940
- ppor. sap. Mieczysław Morawski
- ppor. sap. Marek Szymański